# Gibborim (Marvel Comics)
Os Gibborim são um grupo de personagens fictícios que aparecem nas revistas em quadrinhos americanas publicadas pela Marvel Comics. Eles foram criados pelo escritor Brian K. Vaughan e pelo artista Adrian Alphona, e a primeira aparição deles foi em Fugitivos #13 (Março de 2004). No enredo de Fugitivos, os Gibborim são os últimos sobreviventes conhecidos de uma antiga raça de gigantes de seis dedos que governaram a Terra antes do alvorecer da humanidade, chamados de "deuses anciões", e possivelmente servos do Deus judaico-cristão. O objetivo aparente deles é limpar a Terra de toda a humanidade e remodelar o reino para criar um novo Jardim do Éden. Eles eram os maus benfeitores do Orgulho.

## Origem
Em 1985, os Gibborim convocaram seis casais, que consistiam em invasores alienígenas, viajantes do tempo, magos das trevas, cientistas malucos, mutantes telepáticos e criminosos. Os Gibborim informaram aos casais que eles desejavam transformar o mundo na mesma utopia pacífica que havia sido milhões de anos antes, mas não tinham força. Os Gibborim exigiram que a ajuda dos seis casais ("um Orgulho") destruísse todo o planeta e, quando atingissem seu objetivo, seis dos doze que mais lhes serviam seriam capazes de governar o mundo com eles, enquanto os outros seis pereceriam com o resto da raça humana. Os casais concordaram e formaram "O Orgulho". Por 25 anos os Gibborim deram a riqueza do Orgulho e tiveram seus poderes aprimorados para que pudessem governar toda a Cidade dos Anjos. Todos os anos, o Orgulho se reunia na residência dos Wilders, usando a desculpa de uma "arrecadação anual de fundos para caridade", enquanto, na realidade, eles realizavam o "Ritual de Sangue", um ritual de sacrifício de uma jovem inocente; o espírito da vítima seria então alimentado aos Gibborim no "Rito do Trovão".

## Recepção
Apesar das aparições curtas dos Gibborim, a ocupação deles na série foi recebida positivamente. Jason Cornwell do Comics Bulletin descreveu os personagens como "uma grande influência para os assassinos a sangue frio". Outro revisor, Shawn Hill, descreve os Gibborim como aqueles que fornecem toda a motivação para o título.

## Em outras mídias
Na série de televisão do Hulu,  Runaways, existe um culto religioso chamado A Igreja do Gibborim, que é liderado pela mãe de Karolina Dean, Leslie.